# Ulexita
La ulexita és un mineral de la classe dels borats. Fou descoberta l'any 1850 a Iquique, Tarapacá, Xile pel químic alemany George Ludwig Ulex (1811-1883).

## Característiques

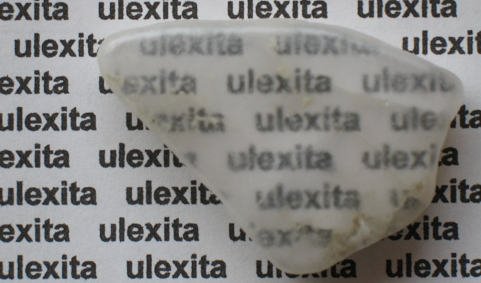
També és coneguda com a TV stone, ja que transmet la llum pel seu interior mitjançant reflexions internes.

La ulexita és un borat hidratat de calci i sodi de color blanc i lluïssor sedosa, normalment és transparent o translúcid. Cristal·litza en el sistema triclínic. És molt tova, de duresa 2,5 a l'escala de Mohs, molt lleugera, molt fràgil i amb exfoliació perfecte, encara que només s'observa amb el microscopi. En escalfar-se s'infla i adopta un color blanc, després es fa fàcilment una massa transparent que tenyeix la flama de color groc.
Segons la classificació de Nickel-Strunz, la ulexita pertany a «06.EA - Nesopentaborats» juntament amb els següents minerals: sborgita, leucostaurita, santita, ramanita-(Rb), ramanita-(Cs) i amonioborita.

## Formació i jaciments

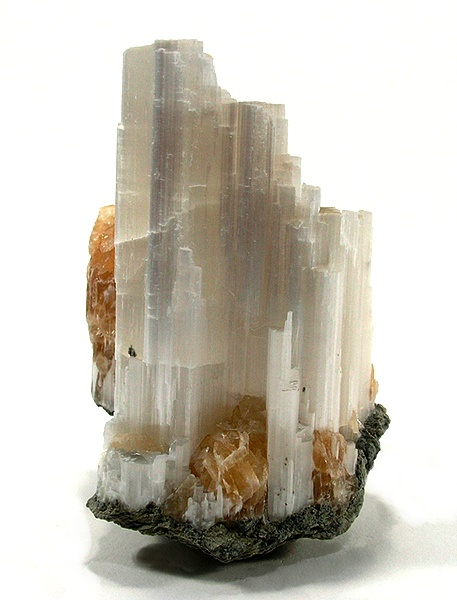
Cristalls d'ulexita

Es troba freqüentment formant venes compactes, paral·leles i fibroses, de vegades en formes nodulars a manera de boles de cotó. Els principals jaciments es troben a Califòrnia i Nevada (Estats Units), al desert d'Atacama (Xile) i associada a dipòsits salins de l'Argentina. Es troba juntament amb el bòrax i es forma en regions àrides a partir de l'evaporació de l'aigua de llacs efímers. Als Estats Units se la coneix amb el nou de TV stone, ja que alguns agregats fibrosos molt compactes presenten una curiosa propietat òptica: actuen com la fibra òptica transmetent la llum pel seu interior mitjançant reflexions internes. Quan es poleix un fragment fibrós creant dues cares planes perpendiculars a les fibres la imatge de la base es propaga sense deformar-se cap a la superfície.

## Utilització
La ulexita s'utilitza per extreure'n bor. El bor té les següents aplicacions:
- com a antisèptic insecticida, i com a tampó per a la regulació del pH
- fabricació d'esmalts ceràmics.
- per a l'obtenció de productes químics derivats de bor.
- per a fructicultura, fungicides, cosmètica i farmàcia, estabilitzador de colorants...
- refinació de metalls no fèrrics
- conservació de la carn
- preparació de teixits ignífugs
- additiu per a pintures a base de làtex
- vidres a base de borosilicats (més resistents als canvis de temperatura)